# Трутнев, Виктор Николаевич
Виктор Николаевич Трутнев (род. 1961) — советский и российский деятель органов охраны общественного порядка, начальник МУРа, генерал-майор милиции, кандидат юридических наук.

## Биография
После окончания средней школы учился в ПТУ города Калининград в Московской области по специальности электромонтажника, затем с 1979 до 1981 служил в 7-й гвардейской десантно-штурмовой дивизии. С 1982 служит в милиции в качестве рядового милиционера патрульно-постовой службы 36-го отделения милиции в Ждановском районном УВД столицы. В 1983 поступил в Московскую среднюю специальную школу милиции, которую окончил с отличием. В 1985 стал оперативным уполномоченным уголовного розыска, в 1987 назначен старшим оперативным уполномоченным. В 1989 назначен заместителем начальника 131-го отделения милиции по уголовному розыску. В 1991 окончил Высшую юридическую заочную школу МВД СССР, затем продолжил образование в Академии МВД России на заочном отделении. В 1993 возглавил отдел внутренних дел района Текстильщики. С 1998 работает в качестве заместителя начальника УВД Юго-Восточного округа, руководит криминальной милицией округа, а в 2000 возглавил УВД округа. С 2001 до 2003 руководит Московским уголовным розыском. С 2003 до 2011 работает начальником УВД Северо-Восточного административного округа столицы. В 2011 несколько месяцев был главой УВД Северного административного округа, указом Д. А. Медведева освобождён от занимаемой должности. В следующем году вышел в отставку. В начале 2018 арестован по обвинению в участии в групповом вымогательстве, вместе с офицерами ФСБ, у сотрудников Научно-исследовательского технологического института, дома осуществлён обыск с санкции Московского гарнизонного военного суда. В том же году осуждён к условному сроку, затем выпущен под домашний арест. Женат, есть два сына.

### Звания
- гвардии рядовой (1979);
- милиционер (1982);
- капитан милиции (1993);
- генерал-майор милиции (12 июня 2005).

### Награды
- орден Мужества;
- медали Жукова и «За безупречную службу» всех трёх степеней;
- ведомственные награды;
- наградное оружие — пистолет Макарова.